# Canal artériel

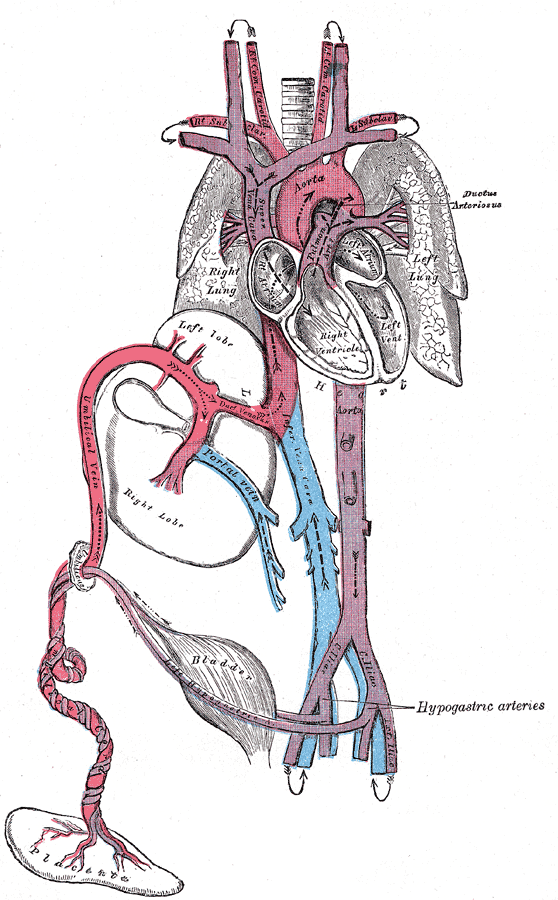
Schéma de la circulation sanguine fœtale.

Le canal artériel (ou canal de Botal ou conduit artériel) est un vaisseau sanguin, fonctionnel uniquement chez le fœtus (et indispensable à sa survie), qui relie le tronc pulmonaire à l'aorte et permet au sang d'éviter la circulation pulmonaire. En effet, l'oxygénation du sang fœtal se fait via le placenta et non par les poumons.
Chez l'adulte, le canal artériel donne un reliquat embryologique non fonctionnel appelé ligament artériel.

## Anatomie et physiologie
Ce canal artériel se situe entre l'artère pulmonaire et la crosse de l'aorte. Il permet au sang veineux de l'artère pulmonaire d'éviter partiellement les poumons, qui au stade fœtal n'ont pas encore de fonction d'échange gazeux.
Le sang retourne alors vers l'aorte et sera re-oxygéné par le placenta via les artères ombilicales, et retournera au fœtus par la veine ombilicale.
Malgré tout, environ 10 % du débit cardiaque passe par la circulation pulmonaire afin d'irriguer les poumons qui ont besoin de l'énergie nécessaire à leur développement. La circulation pulmonaire étant fortement vasoconstrictée par la sécrétion de substances vasoactives (endothéline), elle impose une forte résistance à l'écoulement du sang.
À la naissance, le système artériel pulmonaire se met en route : le sang est alors oxygéné par les poumons. Dès lors, le canal artériel se ferme et se transforme en ligament artériel, fixant entre elles l'artère pulmonaire et l'aorte.

## Aspect clinique
La persistance du canal artériel (PCA) est une malformation cardiaque correspondant à une ouverture persistante de ce canal après la naissance. Elle est source de mortalité et de morbidité chez les nouveau-nés prématurés qui sont donc nés avec ce canal encore ouvert. Ces prématurés peuvent devoir bénéficier de séances de photothérapie, qui semblent cependant contribuer à la persistance de ce canal en empêchant sa fermeture. On utilise donc parfois des protections thoraciques durant les séances pour la prévention de la PCA dans ces cas. Cependant selon une revue de preuves faite par Cochrane, les preuves disponibles sont encore de très faible qualité et insuffisantes pour pouvoir évaluer l'innocuité ou l'efficacité de cette procédure. Les auteurs recommandent d'autres essais de protection thoracique, notamment dans les cas où ces nourrissons ne reçoivent pas d'inhibiteurs de la cyclo-oxygénase prophylactiques.
Certaines malformations cardiaques (dites « ducto-dépendantes » comme la transposition des gros vaisseaux) nécessitent que ce canal reste ouvert, ce qui peut être obtenu par quelques médicaments. Le canal artériel peut être également maintenu mécaniquement ouvert par la pose d'un stent, ce qui constitue une alternative aux shunts chirurgicaux, type anastomose de Blalock-Taussig.